# Subway Sect
I Subway Sect furono un gruppo post-punk britannico degli anni settanta.

## La prima fase della carriera
L'idea del gruppo nasce dal cantante Vic Godard e dal primo chitarrista Rob Simmons: i due si conoscono in un college a Londra. Entrando rapidamente nel panorama punk londinese in pieno sviluppo. arrivano a conoscere i Clash e a supportarli in molti concerti, ed è proprio da Joe Strummer e co. che arriva l'occasione: i due ragazzi vengono scoperti dallo stesso produttore dei Clash, Bernie Rhodes. Contemporaneamente la formazione primordiale si completa: vengono assunti Paul Packham alla batteria e Paul Myers al basso. Nel 1978 Bernie e la sua Braik Records producono il primo singolo del gruppo: Nobody's Scared. La band lavora di buona lena, e intorno al 1979 l'album d'esordio è pronto a uscire ma, per circostanze non ancora chiare, improvvisamente Bernie licenzia in tronco tutta la band eccetto Godard, affermando di non essere più disposto a pubblicare il lavoro. Così si scioglie il primo nucleo del gruppo: il disco non verrà mai pubblicato.

## La seconda fase: Vic Godard & The Subway Sect
Fortunatamente Godard non perse le speranze. Mescolando il punk degli esordi a una sua nuova passione, il rockabilly, ovvero la prima forma di rock'n'roll che andava sviluppandosi vent'anni prima, riuscì a riformare completamente i Sect: la nuova formazione vedeva Rob Marche alla chitarra, Dave Collard alla tastiera, Sean McLusky alla batteria, Chris Bostock al basso e naturalmente Godard cantante. Nel 1980 ebbe finalmente luce l'esordio: What's The Matter, Boy? per la Oddball/MC. Successivamente vennero prodotti alcuni singoli ed EP del tutto fallimentari perché assai tendenti al rockabilly, cosa che Godard ignorò continuando la carriera.

## Epilogo
La band produsse altri due lp: Songs for Sale e Vic Godard & The Subway Sect - A Retrospective: visto il poco successo dei dischi e del gruppo stesso, i componenti finirono con l'abbandonare Vic: i quattro componenti decisero infatti di unirsi tutti quanti a un cantante, Dig Wayne, e con esso formarono i Jo Boxers mettendo fine per sempre ai Subway Sect, ma non a Vic Godard. Questi, con fatica, dopo un periodo di insuccessi, cominciò a riprendersi come solista negli anni '90. Dopo aver pubblicato alcune compilation, la pubblicazione di Long Term Sie Effect nel 1998 lo fa ritornare felicemente sulle scene. Nel 2002 uscì Sansend, che fu considerato ricco di materiale appartenente ai vecchi Subway Sect di cui Vic voleva far tornare glorioso il nome: il disco era infatti pieno di beats e campionamenti di brani dei Sect, imitato dal successivo e più esplicito Subway Sect Anthology.

## Formazioni
- Vic Godard - voce
- Rob Simmons - chitarra
- Rob Marche - chitarra
- Paul Myers - basso
- Chris Bostock - basso
- Dave Gollard - tastiera
- Paul Packham - batteria
- Sean McLusky - batteria

## Discografia

### Album
- 1980 - What's The Matter, Boy?
- 1982 - Songs for Sale
- 1985 - Vic Godard & The Subway Sect - A Retrospective